# Piramida strachu
Piramida strachu – amerykański film przygodowy z 1985 roku o Sherlocku Holmesie, bohaterze powieści detektywistycznych Arthura Conana Doyle’a. Opowieść jest oryginalna, czyli nie ma nic wspólnego z twórczością pisarza z wyjątkiem wykorzystania postaci o ugruntowanej pozycji na rynku.
Film emitowany był też w Polsce pod alternatywnym tytułem Młody Sherlock Holmes.
Rycerz z witrażu, który ożywa w wyobraźni jednej z ofiar po zatruciu jest pierwszą w pełni cyfrowo animowaną postacią w historii kina.

## Główne role
- Nicholas Rowe – Sherlock Holmes
- Alan Cox – John Watson
- Sophie Ward – Elizabeth Hardy
- Anthony Higgins – Profesor Rathe
- Susan Fleetwood – Pani Dribb
- Freddie Jones – Cragwitch

## Fabuła
W Londynie w trakcie mroźnej zimy dokonywane są tajemnicze zbrodnie. Zagadkowy osobnik w kapturze trafia kolejnych mężczyzn zatrutą strzałą, doprowadzając ich do przerażających wizji, a w końcu do samobójstwa. Jedną z ofiar jest profesor Rupert Waxflatter, z uniwersytetu, na którym uczą się młody Sherlock Holmes i John Watson. Ten pierwszy jest błyskotliwym młodzieńcem, marzącym o karierze detektywistycznej. Jest zakochany w bratanicy zamordowanego profesora, Elizabeth. Przyjaźni się z Watsonem, wtedy bojaźliwym chłopakiem, marzącym o karierze lekarza. Po serii dramatycznych przeżyć Sherlock Holmes rozwiązuje sprawę. Elizabeth tragicznie ginie, John Watson staje się mężnym i odważnym, a Sherlock Holmes postanawia, że już zawsze będzie sam. W czasie filmu obserwujemy również, jak przyszły detektyw zdobywa swoje kolejne atrybuty, czyli fajkę, czapkę i płaszcz. Na końcu filmu dowiadujemy się także, że rywal, a zarazem nauczyciel Holmesa, profesor Rathe, który – jak się wydawało – zginął, ocalał i zmienia nazwisko na Moriarty.
W napisach początkowych i końcowych Steven Spielberg wyjaśnia, że film jest ukłonem dla twórczości Arthura C. Doyle’a i luźno opowiada o wydarzeniach, które mogły wpłynąć na późniejsze losy Holmesa i Watsona przedstawione w opowiadaniach.

## Nominacje
- Nominacja do Oscara za najlepsze efekty specjalne (1986).
- Nagroda Saturn dla Bruce’a Broughtona za najlepszą muzykę (1986).
- Nominacja do nagrody Saturn dla Chrisa Columbusa za najlepszy scenariusz ; za najlepszy film fantasy (1986).